# コジマサトコ
小島トコ（1980年8月26日 - ）は、日本のタレント、旅人。フリップアップとの業務提携という形で活動。
別名義として小島 聖子（読み同じ）、Toco（トコ）、バックパッカーコジマがある。
2025年よりコジマサトコから小島トコ（こじまとこ）として日本を活動拠点に芸能活動を再開。

## 来歴
高校時代、西オーストラリア州の Northam Senior Hign School に在学。修了後、日本へ帰国する。
英語力を活かしラジオパーソナリティとしてメディアの世界へ。MTV、avex、TVtokyo等大手メディア企業でのレギュラー番組・ライブMCを担当、タレントトークショーや外国人タレントインタビュアーとしても活動。
2010年に単身で世界一周を敢行。現在は半年日本・半年海外の生活を送り、訪問国数は70か国を超える。バックパッカーとしてもテレビ出演して注目され、バックパッカー達のカリスママルチリンガル女子としても人気。
2017年1月、キューバ・マタンサス州の観光名所であるカレタブエナ (Caleta Buena) の観光大使に就任する。

## 人物
英語とスペイン語に堪能で、旅先での現地語も次々と習得する。自らのその様を、「現地語ハンター」という呼び名でもって表現している。

## 出演

### テレビ番組
- スポンジボブニュース（MTV） - ナレーター[5]
- 流派-R（テレビ東京） - ナレーター[5]
- 7つの海を楽しもう!世界さまぁ〜リゾート（TBS）-  リポーター

### CM
- アサヒスーパードライ（アサヒビール）
- 果山サキ「ズルしないでちゃんと愛してよ with LGMonkees」（2012年、クラウンレコード） - ナレーター

### ラジオ
- オセアーノブリーザ（SHIBUYA-FM） - DJ
- 夢ゲッチュ！（かつしかFM） - DJ兼リポーター

### イベント
- EarthDay Tokyo 2014 - メインステージ司会

### インタビュー
- 「コンプレックスは世界に出たら強みになる」夫を置いて女一人世界一周（tabippo.net）